# Smart grid

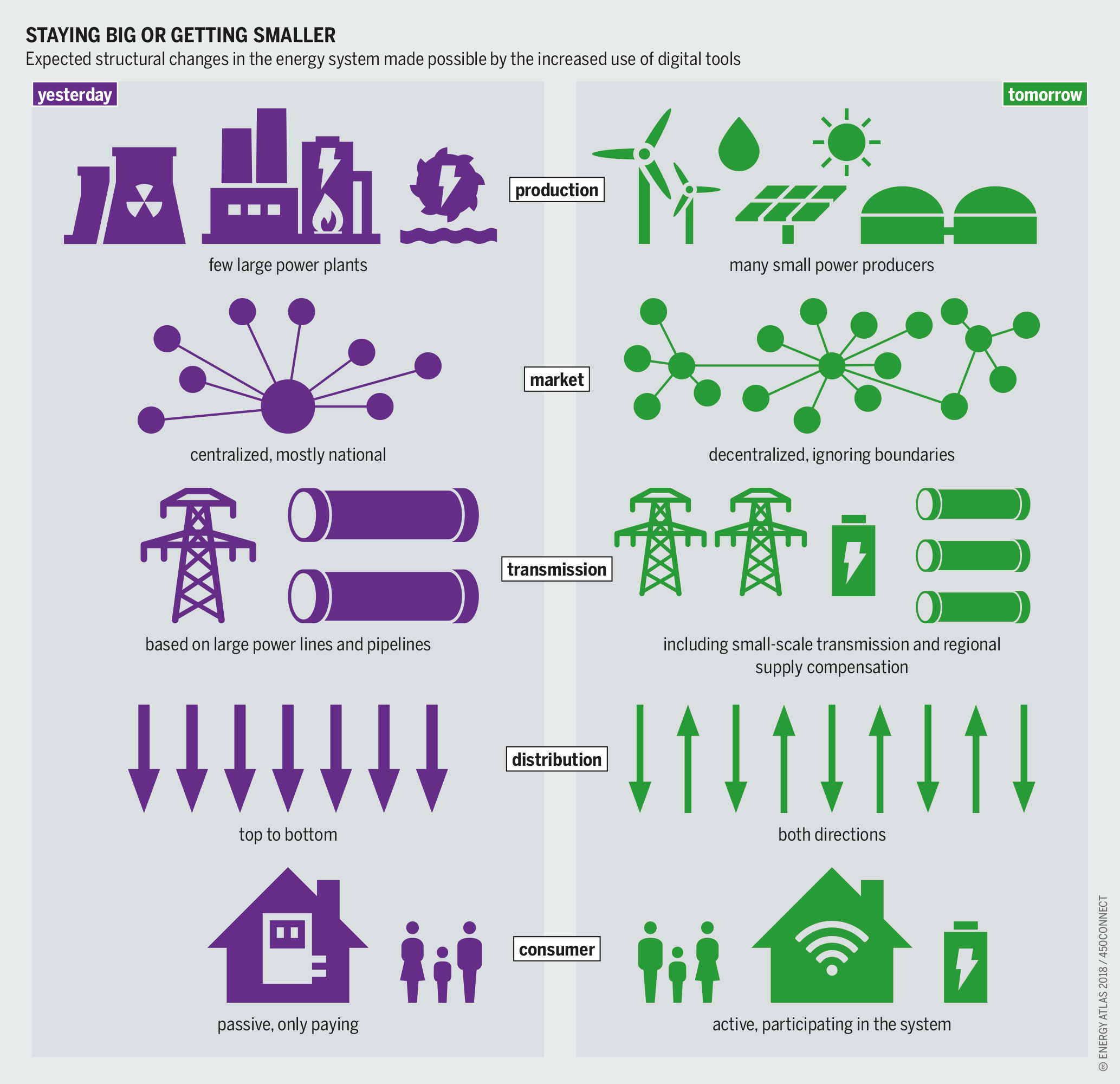

Nell'ingegneria elettrica e delle telecomunicazioni una smart grid è l'insieme di una rete di informazione e di una rete di distribuzione elettrica, tale da consentire di gestire la rete elettrica in maniera "intelligente" sotto vari aspetti o funzionalità, ovvero gestendola in maniera efficiente per la distribuzione di energia elettrica e per un uso più razionale dell'energia, minimizzando, al contempo, eventuali sovraccarichi e variazioni della tensione elettrica intorno al valore nominale.
Tutto ciò tiene conto di un diverso sistema di generazione che non prevede solo la presenza, come di consueto, di generazione centralizzata connessa alle grandi reti di trasmissione dell'energia, ma anche una forte presenza di generazione distribuita, anche di piccola taglia, ubicata nei nodi periferici delle reti di distribuzione che, in genere, non sono magliate, ma ad albero, e tradizionalmente progettate per flussi energetici unidirezionali (dal centro verso i nodi periferici).
Una smart grid quindi è dotata di un sistema di gestione e comunicazione intelligente in grado di gestire, in maniera ottimale e sicura, situazioni in cui le reti di distribuzione siano oggetto di inversione dei flussi di energia, dai nodi periferici distribuiti sul territorio (generazione distribuita) verso il centro del sistema. Inoltre, poiché le fonti rinnovabili non sono programmabili, la generazione distribuita richiede anche una maggiore intelligenza nella gestione del sistema elettrico complessivo in modo tale da consentire di gestire localmente eventuali surplus di energia, redistribuendoli in aree contigue, nelle quali si possono presentare dei deficit, o gestendo opportuni sistemi di accumulo o i carichi stessi, in modo dinamico e in tempo reale, regolando costantemente la generazione relativa alle centrali allacciate alle reti di trasmissione nazionale (produzione centralizzata).

## Descrizione
Mentre la rete di trasmissione elettrica ad alta e altissima tensione completamente magliata è anche automatizzata, per gestire guasti o interruzioni di servizio delle centrali elettriche nella costante opera del dispacciamento, non lo è invece la rete di distribuzione a media e bassa tensione, che necessita dunque di una rete intelligente in grado di supportare picchi e buchi di tensione prodotti da una generazione distribuita di energia elettrica agli estremi della rete, in centrali di autoproduzione che sfruttano energie rinnovabili con caratteristiche di aleatorietà quali eolico e fotovoltaico, per garantire il costante dispacciamento assieme alle centrali elettriche di produzione.
Questo sostanzialmente vuol dire creare un'infrastruttura o strato ICT sovrapposto o affiancato alla rete elettrica, che metta in comunicazione le centrali di autoproduzione sulla rete di distribuzione con le centrali elettriche centralizzate di grande potenza, scambiando con esse informazioni sull'energia prodotta e regolando di conseguenza il dispacciamento dell'energia. Tale infrastruttura può essere un'infrastruttura di rete TLC ad hoc oppure è possibile usufruire della rete elettrica stessa per veicolare informazione (es. tecnologia powerline). Queste reti sono quindi regolate da opportuni software di gestione che realizzano un controllo dell'informazione, grazie anche a strumenti di monitoraggio intelligenti tenendo traccia di tutto il flusso elettrico del sistema (telegestione), come pure strumenti appunto per integrare energia rinnovabile nella rete. Quando il costo dell'energia diventa minore, una smart grid può anche decidere di attivare automaticamente processi industriali oppure elettrodomestici casalinghi.
Molti governi al mondo stanno spingendo verso la costruzione di sistemi di distribuzione e gestione intelligenti dell'energia elettrica, indirizzati all'indipendenza energetica e alla lotta al riscaldamento globale. I contatori intelligenti fanno parte di queste iniziative.

### Obiettivi
In linea di principio, la smart grid (conosciuta anche come "rete intelligente" o della "generazione diffusa") è un'evoluzione delle reti di energia elettrica che dal XX secolo generalmente “diffondono” l'energia da pochi generatori o centrali a un gran numero di utenti.
L'innovazione consente di far viaggiare l'energia elettrica da più nodi rendendo la rete in grado di rispondere tempestivamente alla richiesta di maggiore o minore consumo di uno o più utenti e rendendo immediata e ottimale la gestione come un vero e proprio organismo intelligente.
Perseguire questo risultato è complesso ma si sta raggiungendo per gradi. Ad esempio, al momento è possibile distinguere le ore di maggiore richiesta dalle ore di minore consumo facendo pagare un costo superiore a chi utilizza l'energia nelle ore di punta attraverso il meccanismo delle fasce orarie e dando contemporaneamente un incentivo maggiore a chi produce nelle medesime ore.
Una "smart grid" può effettuare il routing dell'energia per rispondere a diverse esigenze tecniche. La rete può:
- Rispondere in modo ottimale bilanciando domanda e offerta di energia (dispacciamento).
- Fornire banda dati, con un costo di gestione ridottissimo rispetto alla banda dei servizi di intrattenimento.
- Dividere isole energetiche su scala nazionale e continentale.
- Integrarsi in una Home Area Network, per interagire attraverso varie tecnologie con entità comunicative, anche intelligenti, presenti in casa.

La smart grid non è una singola rete, ma un insieme di reti, che hanno il compito di mettere in contatto diverse strutture dei produttori di energia (che attualmente si connettono manualmente alla rete nazionale e si organizzano autonomamente) su vari livelli e con una coordinazione automatica. La smart grid aumenta la connettività, l'automazione e la coordinazione tra fornitori, consumatori e rete, per compiere al meglio i lavori di trasmissione e distribuzione dell'energia.

### Rispondere a molte condizioni in fornitura e domanda
Gli eventi a cui potrebbe rispondere una smart grid, detta in senso lato, si verificano ovunque nella catena di produzione, di distribuzione e di domanda dell'energia elettrica.
Alcuni eventi possono generalmente verificarsi nell'ambiente, per es. nuvolosità che blocca la radiazione solare e riduce la quantità di energia solare o una giornata molto calda che richiede un uso maggiore di aria condizionata.
Altri casi potrebbero verificarsi commercialmente nel mercato della fornitura di energia elettrica, per es. i consumatori cambiano il loro uso di energia appena vengono stabiliti i prezzi per ridurre l'uso di energia durante un alto picco di domanda.
Ulteriori eventi potrebbero verificarsi localmente sulla rete di distribuzione, per es. un trasformatore MV non funziona più, richiedendo un temporaneo arresto di una linea di distribuzione.
Infine, questi casi potrebbero verificarsi in casa, per es. tutti smettono di lavorare, mettendo vari dispositivi in ibernazione, e i dati cessano di fluire a un IPTV.
Ogni caso motiva un cambiamento nel flusso di energia.

## Funzioni
Le smart grid assolvono quindi diverse funzionalità, oltre a quella del supporto alla generazione distribuita, grazie a un insieme di strumenti "intelligenti", che sono elencate qui di seguito.

### Autoriparazione
Usando sensori embedded, sistema real-time e sistemi di controllo automatici per anticipare, individuare e rispondere a problemi del sistema, una smart grid evita o riduce i problemi di sovracorrente o interruzione dell'energia. Si prevede di usare un sistema automatico capace di apprendimento per individuare cause di guasto e piani di risoluzione, quando vengono risolti problemi della rete con strategie efficaci.

### Partecipazione dei consumatori
I consumatori di energia possono beneficiare di una riduzione dei costi, poiché l'efficienza energetica derivante dalla corretta gestione di una smart grid consente una notevole riduzione dei costi di gestione imputabili alle società operanti nel campo. Inoltre, con una rete intelligente, è molto facile per un consumatore scegliere il proprio operatore e in questo modo attivare la concorrenza. Inoltre è più semplice immettere energia in rete per quei consumatori che posseggono piccoli impianti casalinghi. La possibilità di partecipare alla gestione dell'energia elettrica porta a parlare di democratizzazione energetica.

### Resistenza agli attacchi
Le tecnologie della rete intelligente consentono anche di riconoscere e rispondere a interruzioni manuali della fornitura elettrica. Il sistema dovrebbe consentire di isolare le aree coinvolte e ridirezionare il flusso energetico verso altre aree.

### Potenza di alta qualità
La stabilità della tensione elettrica che giunge al consumatore è un fattore di qualità importante. Costi economici altissimi attualmente vengono affrontati per garantire questa caratteristica. Le tecnologie smart grid permettono di tenere stabile questa caratteristica molto più facilmente.

### Abilitazione del mercato energetico elettrico
Aumentare le possibilità di trasmettere l'energia fa in modo che siano più facili gli approvvigionamenti da soggetti diversi. Quando vendere e produrre elettricità diventa più semplice, si attivano dei mercati su scala diversa e si modificano le leggi che regolano i mercati energetici.

### Ottimizzazione dei guadagni
Le smart grid consentono di ridurre alcune voci dei costi di gestione delle infrastrutture tra cui le perdite per il transito dell'energia, in quanto viene agevolato il consumo della produzione locale. Per contro, esiste una maggiore complessità intrinseca dei sistemi di protezione che devono tenere conto dei flussi di energia mantenendo la capacità di distinguere i guasti dai prelievi.

### L'intermittenza delle fonti di energia
Questioni ambientali renderanno fondamentale l'introduzione di grosse quantità di energia proveniente da fonti rinnovabili. Esse però, per la maggior parte, sono intermittenti. Permettendo l'adattamento e la riorganizzazione dinamica della rete, una smart grid consentirà un uso massiccio di queste fonti in particolare per la mobilità elettrica.
I punti di ricarica delle auto elettriche, sia privati che pubblici, vengono connessi alle Smart Grid in modo da poter assorbire negli accumulatori delle auto elettriche, i picchi di produzione delle fonti di generazione rinnovabile non programmabile (principalmente fotovoltaico e eolico). La stessa stazione di ricarica permette di non sovraccaricare la rete elettrica, disponendo di propri accumulatori caricati nell'arco della giornata in presenza dei picchi di produzione e aventi capacità e autonomia tale da ricaricare le batterie delle auto senza impegnare la rete ENEL.
In generale è attraverso accumulatori "intelligenti" che può ottimizzarsi la disponibilità di energia anche per altri usi; gli accumulatori sono una parte essenziale dei nuovi concetti di distribuzione, per esempio le microgrid.

### Smart grid in Italia
L'Italia è la prima nazione del mondo a dotarsi di smart grid su scala nazionale nel 2006: la prima rete Smart grid funzionante è stata implementata mediante delle simulazioni in zone limitate da parte di Enel quali, ad esempio, il progetto europeo Grid4eu.

### Smart Grids Innovation Accelerator (SGIA)
All’interno dell’attività prevista da Mission Innovation nell’Innovation Challenge 1 (IC1) on Smart Grids è stata sviluppata la piattaforma Smart Grid Innovation Accelerator (SGIA). SGIA è una piattaforma liberamente accessibile per la condivisione di informazioni relative alle Smart Grids e al settore energetico nel suo complesso. Avvalendosi di un motore di ricerca semantico, offre funzionalità di ricerca avanzate su un database di documenti “chiave” (su strategie e scenari energetici, aspetti normativi e finanziari, casi studio, dati e informazioni tecniche), selezionati e condivisi da esperti internazionali dei Paesi membri di Mission Innovation.

### Modelli di Smart Grid
Per costruire un modello di rete intelligente si usano diverse tecniche, generalmente nell'ambito dei sistemi complessi, del controllo ottimo. La rete elettrica è spesso descritta con varianti del modello di Kuramoto.